# Nati il 13 marzo

## X secolo(1)
- 963 - Anna Porfirogenita, principessa bizantina († 1011)

## XIII secolo(1)
- 1271 - Guta d'Asburgo, regina († 1297)

## XIV secolo(2)
- 1338 - Thomas de Beauchamp, XII conte di Warwick, militare e politico inglese († 1401)
- 1372 - Luigi I di Valois-Orléans, cavaliere medievale francese († 1407)

## XVI secolo(6)
- 1506 - Antonio Cerruti, poeta italiano
- 1560 - Guglielmo Luigi di Nassau-Dillenburg, conte († 1620)
- 1567 - Jacob van Heemskerck, esploratore e ammiraglio olandese († 1607)
- 1580 - Alfonso Dal Pozzo Farnese, vescovo cattolico italiano († 1626)
- 1594 - Montdory, attore teatrale francese († 1653)
- 1598 - Johannes Loccenius, giurista tedesco († 1677)

## XVII secolo(20)
- 1615 - Papa Innocenzo XII, papa, vescovo cattolico e cardinale italiano († 1700)
- 1622 - Lawrence Rooke, astronomo e matematico inglese († 1662)
- 1625 - Giovan Domenico Vinaccia, architetto, ingegnere e scultore italiano († 1695)
- 1630 - Gottlieb Amadeus Windischgrätz, diplomatico austriaco († 1695)
- 1632 - John Houblon, politico e banchiere britannico († 1712)
- 1640 - Nicola Vaccaro, pittore italiano († 1709)
- 1648 - Anna del Palatinato, principessa († 1723)
- 1649 - Simone Enrico di Lippe-Detmold, nobile tedesco († 1697)
- 1663 - Tommaso Falcoia, vescovo cattolico italiano († 1743)
- 1663 - Giulio Piazza, cardinale e arcivescovo cattolico italiano († 1726)
- 1667 - Carlo Maria Marini, cardinale italiano († 1747)
- 1674 - Jean-Louis Petit, chirurgo francese († 1750)
- 1676 - Gian Domenico Bertoli, archeologo e saggista italiano († 1763)
- 1687 - John Ashburnham, I conte di Ashburnham, nobile inglese († 1737)
- 1687 - Giovanni Giacinto Sbaraglia, francescano e storico italiano († 1764)
- 1689 - Mattias Alexander von Ungern-Sternberg, generale e politico svedese († 1763)
- 1696 - Louis François Armand de Vignerot du Plessis de Richelieu, nobile, militare e diplomatico francese († 1788)
- 1700 - Michel Blavet, flautista e compositore francese († 1768)
- 1700 - Antonio Joli, pittore e scenografo italiano († 1777)
- 1700 - Michelangelo Martini, religioso e storico italiano († 1784)

## XVIII secolo(32)
- 1702 - Burkhardt Tschudi, cembalaro svizzero († 1773)
- 1708 - Alberto Maria Capobianco, arcivescovo cattolico italiano († 1798)
- 1716 - Filippina Carlotta di Prussia, principessa tedesca († 1801)
- 1720 - Charles Bonnet, biologo e filosofo svizzero († 1793)
- 1725 - Thomas Patch, pittore e incisore britannico († 1782)
- 1732 - Benedetto Cervone, vescovo cattolico italiano († 1788)
- 1733 - Joseph Priestley, chimico e filosofo inglese († 1804)
- 1733 - Johann Zoffany, pittore tedesco († 1810)
- 1736 - John Stewart, VII conte di Galloway, nobile scozzese († 1806)
- 1737 - William Kerr, V marchese di Lothian, nobile scozzese († 1815)
- 1741 - Giuseppe II d'Asburgo-Lorena, imperatore († 1790)
- 1749 - William FitzGerald, II duca di Leinster, nobile, politico e poeta irlandese († 1804)
- 1753 - James Gunn, politico e generale statunitense († 1801)
- 1753 - Luisa Maria Adelaide di Borbone, nobile francese († 1821)
- 1759 - Siméon Cardon, religioso francese († 1799)
- 1760 - Charles-Albert Demoustier, scrittore francese († 1801)
- 1761 - Pedro Díaz de Valdés, funzionario e avvocato spagnolo († 1826)
- 1764 - Charles Grey, II conte Grey, nobile e politico britannico († 1845)
- 1764 - Candida Lena Perpenti, scienziata, botanica e biologa italiana († 1846)
- 1776 - Gaetano Matteo Monti, scultore italiano († 1847)
- 1781 - Joseph Johann von Littrow, astronomo austriaco († 1840)
- 1781 - Karl Friedrich Schinkel, architetto e pittore tedesco († 1841)
- 1783 - Emanuele Francica Pancali, patriota italiano († 1868)
- 1786 - Francisco Ramírez, militare argentino († 1821)
- 1795 - Johann Christian Albers, medico e zoologo tedesco († 1857)
- 1795 - Eduard von Woyna, militare, diplomatico e nobile austriaco († 1850)
- 1797 - Friedrich Wilhelm Schulz, editore, militare e politico tedesco († 1860)
- 1798 - Abigail Fillmore, first lady statunitense († 1853)
- 1799 - Cesare Beccalossi, avvocato e politico italiano († 1868)
- 1799 - Pëtr Petrovič Lanskoj, generale russo († 1877)
- 1799 - Giacomo Tofano, patriota, politico e giurista italiano († 1870)
- 1800 - Koca Mustafa Reşid Pascià, politico ottomano († 1858)

## XIX secolo(157)
- 1801 - Joseph von Berger, militare austriaco († 1889)
- 1801 - Vincenz Franz Kosteletzky, medico e botanico boemo († 1887)
- 1801 - Joseph Mazilier, ballerino e coreografo francese († 1868)
- 1802 - Friedrich Georg von Bunge, storico tedesco († 1897)
- 1803 - George Walker, scacchista britannico († 1879)
- 1804 - Thomas Allom, architetto e pittore inglese († 1872)
- 1810 - Josef Redtenbacher, chimico austriaco († 1870)
- 1811 - Leandro Gómez, militare uruguaiano († 1865)
- 1811 - Paolo Marzolo, medico e linguista italiano († 1868)
- 1811 - Camille-Marie Stamaty, pianista e compositore greco († 1870)
- 1814 - Clara Maffei, patriota italiana († 1886)
- 1815 - James Curtis Hepburn, missionario statunitense († 1911)
- 1816 - Đorđe Maletić, poeta, scrittore e drammaturgo serbo († 1888)
- 1817 - Luigi Tornielli, politico italiano († 1890)
- 1818 - Jaromir Czernin von und zu Chudenitz, nobile e politico boemo († 1908)
- 1818 - Alberto Carlo Gilberto De la Forest de Divonne, militare italiano († 1893)
- 1821 - Hermann Gruson, inventore e imprenditore tedesco († 1895)
- 1823 - Francesco Battaglini, cardinale e arcivescovo cattolico italiano († 1892)
- 1823 - Otto Gildemeister, giornalista, traduttore e politico tedesco († 1902)
- 1823 - Joseph Späth, ginecologo austriaco († 1896)
- 1824 - Rudolf Hildebrand, germanista tedesco († 1894)
- 1825 - Hans Gude, pittore norvegese († 1903)
- 1825 - Friedrich Albert von Zenker, medico e patologo tedesco († 1898)
- 1828 - Sébastien Lespès, militare francese († 1897)
- 1830 - Antônio Conselheiro, religioso brasiliano († 1897)
- 1830 - Natale Imperatori, patriota e militare svizzero († 1909)
- 1831 - Ernst Gustav Kraatz, entomologo e zoologo tedesco († 1909)
- 1832 - Olympe Audouard, scrittrice francese († 1890)
- 1836 - Cristoforo Marzaroli, scultore italiano († 1871)
- 1836 - Francesco Vigo Pelizzari, patriota e militare italiano († 1867)
- 1837 - Mario Bernini, fantino italiano († 1902)
- 1837 - Sanjō Sanetomi, politico giapponese († 1891)
- 1839 - Tage Reedtz-Thott, politico danese († 1923)
- 1840 - Antoine Lumière, pittore e fotografo francese († 1911)
- 1840 - Jane Maria Strachey, attivista e scrittrice britannica († 1928)
- 1841 - Tullio Martello, economista e patriota italiano († 1918)
- 1842 - Joseph Boussinesq, matematico francese († 1929)
- 1845 - Jan Niecisław Baudouin de Courtenay, linguista polacco († 1929)
- 1845 - Nikolaj Apollonovič Beleljubskij, ingegnere e scienziato russo († 1922)
- 1846 - Giuseppe Cerulli Irelli, politico italiano († 1912)
- 1848 - Bolesław Hieronim Kłopotowski, arcivescovo cattolico polacco († 1903)
- 1849 - Périclès Pantazis, pittore greco († 1884)
- 1850 - Alfred Goodwyn, calciatore inglese († 1874)
- 1851 - George Newnes, editore e imprenditore inglese († 1910)
- 1852 - Oscar Blumenthal, commediografo, critico teatrale e compositore di scacchi tedesco († 1917)
- 1854 - Vincenzo Cervello, medico italiano († 1918)
- 1855 - Percival Lowell, astronomo statunitense († 1916)
- 1857 - Giorgio Cigliana, generale italiano († 1919)
- 1857 - Herbert Plumer, I visconte Plumer, generale britannico († 1932)
- 1857 - Cesare Ratta, tipografo italiano († 1938)
- 1858 - Maximilien Luce, pittore francese († 1941)
- 1860 - Hugo Wolf, compositore austriaco († 1903)
- 1863 - Vittorio Chenal, sindacalista italiano († 1933)
- 1863 - José Américo Orzali, arcivescovo cattolico argentino († 1939)
- 1865 - Joseph Sénat, schermidore francese
- 1866 - Friedrich Bödicker, ammiraglio tedesco († 1944)
- 1868 - Alessandro Marzaroli, scultore italiano († 1951)
- 1869 - Ramón Menéndez Pidal, filologo spagnolo († 1968)
- 1869 - Giovanni Enrico Vidali, attore e regista italiano († 1937)
- 1869 - Gaston de Caillavet, drammaturgo francese († 1915)
- 1870 - John Isaac Briquet, botanico svizzero († 1931)
- 1870 - Henri Étiévant, attore e regista francese († 1953)
- 1870 - William Glackens, pittore statunitense († 1938)
- 1870 - Albert Meyer, politico svizzero († 1953)
- 1871 - Jean-Georges Achard, scultore francese († 1934)
- 1872 - Karl von Keissler, micologo austriaco († 1965)
- 1872 - Joseph Rosemeyer, ciclista su strada tedesco († 1919)
- 1872 - Oswald Garrison Villard, giornalista statunitense († 1949)
- 1873 - George Forrest, botanico scozzese († 1932)
- 1873 - Amédée Gastoué, organista e musicologo francese († 1943)
- 1873 - Barbados Joe Walcott, pugile britannico († 1935)
- 1873 - Maryla Wolska, poetessa polacca († 1930)
- 1874 - Ellery Clark, altista, lunghista e multiplista statunitense († 1949)
- 1877 - Odoardo Voccoli, politico e antifascista italiano († 1963)
- 1878 - René Blum, artista francese († 1942)
- 1878 - David Freeman-Mitford, II barone Redesdale, nobile e ufficiale inglese († 1958)
- 1878 - Otto Hönigschmid, chimico ceco († 1945)
- 1878 - Lau Lauritzen, regista, sceneggiatore e attore danese († 1938)
- 1878 - Sergio Sergi, antropologo italiano († 1972)
- 1879 - Giovanni Alice, pubblicista, giornalista e politico italiano († 1937)
- 1879 - Karl Caspar, pittore tedesco († 1956)
- 1879 - Alfredo Kindelán, nobile, ufficiale e aviatore spagnolo († 1962)
- 1879 - Henry Joseph O'Leary, arcivescovo cattolico canadese († 1938)
- 1879 - William Remington, lunghista, ostacolista e vescovo anglicano statunitense († 1963)
- 1880 - Otto Meißner, politico tedesco († 1953)
- 1880 - Giuseppe Zelioli, compositore italiano († 1949)
- 1881 - Rauf Fico, diplomatico, funzionario e politico albanese († 1944)
- 1881 - Francesco Musotto, politico italiano († 1961)
- 1882 - Bertha Mahony Miller, giornalista statunitense († 1969)
- 1883 - Emilio Arlotti, politico italiano († 1943)
- 1883 - Clifford Milburn Holland, ingegnere statunitense († 1924)
- 1883 - Eugen von Schobert, generale tedesco († 1941)
- 1883 - Kōtarō Takamura, scultore e poeta giapponese († 1956)
- 1883 - Enrico Toselli, compositore italiano († 1926)
- 1883 - Gian Orlando Vassallo, attore, regista e sceneggiatore italiano († 1960)
- 1883 - Louis de Gonzague-Frick, poeta e critico letterario francese († 1958)
- 1884 - Antonio Fuortes, ingegnere e letterato italiano († 1958)
- 1884 - Leonid Kreutzer, pianista tedesco († 1953)
- 1884 - Oskar Loerke, poeta e scrittore tedesco († 1941)
- 1884 - Giuseppe Marchetti Longhi, archeologo italiano († 1979)
- 1884 - Hugh Walpole, scrittore britannico († 1941)
- 1885 - Umberto Balestrazzi, politico e sindacalista italiano († 1970)
- 1885 - Ferenc Mező, poeta ungherese († 1961)
- 1885 - Giorgio Roletto, geografo italiano († 1967)
- 1885 - Lev Vladimirovič Rudnev, architetto russo († 1956)
- 1885 - William Stowell, attore statunitense († 1919)
- 1885 - Julien Du Rhéart, calciatore francese († 1963)
- 1886 - Frank Baker, giocatore di baseball statunitense († 1963)
- 1886 - Vittorio Morelli, scultore italiano († 1968)
- 1886 - Arthur Russell, siepista britannico († 1972)
- 1887 - Tilde Kassay, attrice italiana († 1964)
- 1887 - Raymond Thayer Birge, fisico statunitense († 1980)
- 1887 - Alexander Vandegrift, generale statunitense († 1973)
- 1888 - Luigi Bresciani, aviatore e militare italiano († 1916)
- 1888 - Nils Frykberg, mezzofondista svedese († 1966)
- 1888 - Anton Semenovyč Makarenko, pedagogista e educatore sovietico († 1939)
- 1888 - Paul Morand, scrittore e diplomatico francese († 1976)
- 1889 - Margaret Church, micologa statunitense († 1976)
- 1890 - Fritz Busch, direttore d'orchestra tedesco († 1951)
- 1890 - Frank Thiess, scrittore tedesco († 1977)
- 1891 - Felix Aderca, scrittore, poeta e giornalista rumeno († 1962)
- 1891 - Pilar di Baviera, principessa tedesca († 1987)
- 1891 - Michel Souriau, filosofo francese († 1986)
- 1892 - Pedro Calomino, calciatore argentino († 1950)
- 1893 - Menachem Birnbaum, illustratore e artista austriaco († 1944)
- 1893 - Jean Börlin, ballerino e coreografo svedese († 1930)
- 1893 - Wim van Eck, calciatore olandese († 1967)
- 1893 - Irene Mawer, mimo e insegnante britannica († 1962)
- 1894 - Luigi Gori, militare e aviatore italiano († 1917)
- 1894 - Armand Halmos, calciatore e allenatore di calcio ungherese
- 1894 - Renzo Montagna, generale italiano († 1978)
- 1894 - Turu Rizzo, pallanuotista maltese († 1961)
- 1895 - Agostino Brunetta, aviatore e militare italiano († 1920)
- 1895 - Luigi Cevenini, calciatore e allenatore di calcio italiano († 1968)
- 1895 - Dorothy Davenport, attrice, sceneggiatrice e regista statunitense († 1977)
- 1895 - Juan Larrea, scrittore e poeta spagnolo († 1980)
- 1896 - Olga Giannini, politica italiana († 1978)
- 1896 - Gustav-Adolf Riebel, generale tedesco († 1942)
- 1897 - Billy Birrell, calciatore e allenatore di calcio britannico († 1968)
- 1897 - Yeghishe Charents, poeta e scrittore armeno († 1937)
- 1897 - Richard Hildebrandt, politico e generale tedesco († 1951)
- 1897 - Louis Mailloux, militare e aviatore francese († 1939)
- 1897 - Mária Németh, soprano ungherese († 1967)
- 1898 - Henry Hathaway, regista e produttore cinematografico statunitense († 1985)
- 1899 - Ugo Damiani, funzionario e politico italiano († 1992)
- 1899 - Aldo Lampredi, partigiano, politico e ebanista italiano († 1973)
- 1899 - Jan Lechoń, poeta, critico letterario e diplomatico polacco († 1956)
- 1899 - Josef Lüke, calciatore tedesco († 1964)
- 1899 - Oskar Munzel, generale tedesco († 1992)
- 1899 - Giovanni Battista Parodi, vescovo cattolico italiano († 1995)
- 1899 - Pančo Vladigerov, compositore, insegnante e pianista bulgaro († 1978)
- 1899 - John Hasbrouck van Vleck, fisico statunitense († 1980)
- 1900 - Francesco Leone, politico, sindacalista e antifascista italiano († 1984)
- 1900 - José Clemente Maurer, cardinale e arcivescovo cattolico tedesco († 1990)
- 1900 - James Needles, allenatore di pallacanestro statunitense († 1969)
- 1900 - Giorgos Seferis, poeta, saggista e diplomatico greco († 1971)
- 1900 - Salote Tupou III, regina tongano († 1965)

## XX secolo(898)
- 1901 - Uberto Bonino, banchiere e politico italiano († 1988)
- 1901 - Paul Fix, attore statunitense († 1983)
- 1901 - Otto Heidkämper, generale tedesco († 1969)
- 1901 - Ramón Polo, calciatore spagnolo († 1966)
- 1902 - Mohammed Abdel Wahab, attore, cantante e compositore egiziano († 1991)
- 1902 - Hans Bellmer, pittore, scultore e fotografo tedesco († 1975)
- 1902 - Joseph Thomas McGucken, arcivescovo cattolico statunitense († 1983)
- 1902 - Li Meishu, artista, pittore e scultore taiwanese († 1983)
- 1902 - Marta Robin, mistica francese († 1981)
- 1902 - Alfio Russo, giornalista italiano († 1976)
- 1902 - Enrico Scioscia, calciatore italiano
- 1903 - Pietro Cappa, allenatore di calcio e calciatore italiano († 1963)
- 1903 - Yasutarō Koide, supercentenario giapponese († 2016)
- 1903 - Nicolás Lombardo, calciatore e allenatore di calcio argentino
- 1903 - Guido Tonetti, arcivescovo cattolico italiano († 1971)
- 1904 - Giovanni Belelli, politico italiano († 1985)
- 1904 - August Heim, schermidore tedesco († 1976)
- 1904 - Paul Mattick, filosofo, sociologo e economista tedesco († 1981)
- 1904 - Luciano Trolli, nuotatore e ingegnere italiano († 1973)
- 1904 - Luigi Zuccheri, pittore e illustratore italiano († 1974)
- 1905 - Vittorio Emanuele Boeri, editore, medaglista e militare italiano († 1941)
- 1905 - Arnaldo Mori, pittore italiano († 1981)
- 1905 - Gerard Broadmead Roope, militare inglese († 1940)
- 1905 - John Rymill, esploratore australiano († 1968)
- 1905 - Arvid Syrrist, calciatore norvegese († 1997)
- 1906 - Isidor Markovič Annenskij, regista cinematografico sovietico († 1977)
- 1906 - Aimé Deolet, ciclista su strada belga († 1986)
- 1906 - Alex Massie, calciatore e allenatore di calcio scozzese († 1977)
- 1906 - Hugo Murero, allenatore di pallacanestro tedesco († 1968)
- 1906 - Antoine Nguyễn Văn Thiện, vescovo cattolico vietnamita († 2012)
- 1906 - Frank Teschemacher, clarinettista e sassofonista statunitense († 1932)
- 1906 - Evald Tipner, calciatore estone († 1947)
- 1906 - Eugenio di Savoia-Genova, ammiraglio italiano († 1996)
- 1907 - Franz Beckert, ginnasta tedesco († 1973)
- 1907 - Ludwig Biermann, astronomo tedesco († 1986)
- 1907 - Mircea Eliade, storico delle religioni, antropologo e scrittore romeno († 1986)
- 1907 - Jack Holden, maratoneta britannico († 2004)
- 1907 - Frank Wilcox, attore statunitense († 1974)
- 1907 - Maria Pia di Sassonia Coburgo Braganza, scrittrice portoghese († 1995)
- 1908 - Myrtle Claire Bachelder, chimica statunitense († 1997)
- 1908 - Henri Bouillard, presbitero e teologo francese († 1981)
- 1908 - Paul Stewart, attore e regista statunitense († 1986)
- 1908 - Vito Antonio Terioli, calciatore, cestista e ginnasta italiano († 1997)
- 1909 - Sivar Arnér, scrittore svedese († 1997)
- 1909 - Bruno Simonucci, politico italiano († 1983)
- 1909 - Ladislav Čulík, calciatore cecoslovacco († 1987)
- 1910 - Joaquín Bezos, calciatore argentino
- 1910 - Lido Gori, militare italiano († 1941)
- 1910 - Walter Masetti, partigiano italiano († 1945)
- 1910 - Sverre Nordby, calciatore norvegese († 1978)
- 1910 - Jacques Ploncard d'Assac, scrittore e giornalista francese († 2005)
- 1911 - L. Ron Hubbard, scrittore statunitense († 1986)
- 1911 - Józef Kowalski, presbitero polacco († 1942)
- 1911 - Robert Middleton, attore statunitense († 1977)
- 1911 - Hugh Sanders, attore statunitense († 1966)
- 1912 - Joan Bridge, costumista britannica († 2009)
- 1912 - Felix Morisseau-Leroy, scrittore haitiano († 1998)
- 1912 - Violet Pakenham, scrittrice irlandese († 2002)
- 1912 - Carl Raddatz, attore tedesco († 2004)
- 1912 - Giuseppe Vedovato, politico italiano († 2012)
- 1912 - Igor Youskevitch, ballerino e coreografo ucraino († 1994)
- 1913 - Josef F. Blumrich, ingegnere austriaco († 2002)
- 1913 - William Joseph Casey, agente segreto e politico statunitense († 1987)
- 1913 - Shōko Ema, poetessa e paroliera giapponese († 2005)
- 1913 - Paul Grice, filosofo inglese († 1988)
- 1913 - Olga Jensch-Jordan, tuffatrice tedesca († 2000)
- 1913 - Joe Kelly, pilota automobilistico irlandese († 1993)
- 1913 - Sergej Vladimirovič Michalkov, scrittore, poeta e librettista sovietico († 2009)
- 1913 - Tessie O'Shea, attrice e cantante gallese († 1995)
- 1913 - Giannīs Pappas, scultore e pittore greco († 2005)
- 1913 - Lightnin' Slim, cantautore e chitarrista statunitense († 1974)
- 1913 - Elio Trenta, inventore italiano († 1934)
- 1913 - Nína Tryggvadóttir, artista e poetessa islandese († 1968)
- 1914 - Emanuel Fillola, calciatore uruguaiano
- 1914 - Giovanni Lilliu, archeologo e pubblicista italiano († 2012)
- 1914 - Conchita Montes, attrice e giornalista spagnola († 1994)
- 1914 - Hugo Esteban Porta, calciatore uruguaiano
- 1915 - Piero Dondi, calciatore italiano
- 1915 - Jakub Kopf, cestista polacco († 1983)
- 1916 - Lindy Boggs, politica e diplomatica statunitense († 2013)
- 1916 - Mario Ferrari Aggradi, politico italiano († 1997)
- 1916 - Jacque Fresco, progettista statunitense († 2017)
- 1916 - Pierre Gascar, scrittore francese († 1997)
- 1916 - Ina Ray Hutton, cantante statunitense († 1984)
- 1916 - Paride Piasenti, politico italiano († 1997)
- 1918 - Adriano Angerilli, militare italiano († 2021)
- 1918 - George McAfee, giocatore di football americano statunitense († 2009)
- 1918 - Grigorij Pomeranc, scrittore russo († 2013)
- 1918 - Mario Tossoni, calciatore argentino
- 1919 - Faye Glenn Abdellah, docente statunitense († 2017)
- 1919 - Irina Michailovna Baronova, ballerina russa († 2008)
- 1919 - Pietro Tabor, calciatore italiano († 1944)
- 1920 - Paolo Berlanda, politico italiano († 2004)
- 1920 - Pietro De Laurentiis, scultore italiano († 1991)
- 1921 - Virgilio Failla, giornalista, partigiano e politico italiano († 1979)
- 1921 - Philippe Nguyễn Kim Điền, arcivescovo cattolico vietnamita († 1988)
- 1921 - Carlo Prosperi, compositore italiano († 1990)
- 1921 - Gitta Sereny, giornalista e storica britannica († 2012)
- 1922 - Gian Carlo Duranti, saggista italiano († 2013)
- 1923 - Angelo Pannacciò, regista, sceneggiatore e produttore cinematografico italiano († 2001)
- 1923 - Vito Rosaspina, politico e partigiano italiano († 2018)
- 1923 - Gino Vaghini, calciatore italiano († 2003)
- 1924 - Pierre Arpaillange, magistrato e politico francese († 2017)
- 1924 - Raúl Córdoba, calciatore messicano († 2017)
- 1924 - Dick Katz, pianista e compositore statunitense († 2009)
- 1924 - Antonino Drago, politico italiano († 1998)
- 1924 - Pierre Flamion, allenatore di calcio e calciatore francese († 2004)
- 1924 - Luciano Luisi, poeta, scrittore e giornalista italiano († 2021)
- 1924 - Meinhard Michael Moser, micologo austriaco († 2002)
- 1924 - Ostap Steckiw, calciatore e allenatore di calcio polacco († 2001)
- 1924 - Mauro Taccola, calciatore italiano († 1950)
- 1925 - Riccardo Alderuccio, poeta italiano († 2024)
- 1925 - Giorgio Bargioni, agronomo italiano († 2012)
- 1925 - Fernando Birri, regista cinematografico argentino († 2017)
- 1925 - Angelo Conterno, ciclista su strada italiano († 2007)
- 1925 - Franco Donatelli, fumettista e illustratore italiano († 1995)
- 1925 - Herbert Fleischmann, attore tedesco († 1984)
- 1925 - Corrado Gaipa, attore e doppiatore italiano († 1989)
- 1925 - Samir Gharbo, nuotatore e pallanuotista egiziano († 2018)
- 1925 - Roy Haynes, batterista statunitense († 2024)
- 1925 - Bill Roberts, cestista statunitense († 2016)
- 1925 - John Tate, matematico statunitense († 2019)
- 1925 - Jennifer Vyvyan, soprano inglese († 1974)
- 1926 - Fulvia Colombo, annunciatrice televisiva e conduttrice televisiva italiana († 2005)
- 1926 - Lenny Montana, wrestler, attore e mafioso statunitense († 1992)
- 1926 - Carlos Roberto Reina, politico honduregno († 2003)
- 1926 - Fritz Schär, ciclista su strada, pistard e ciclocrossista svizzero († 1997)
- 1926 - Donald Weinstein, storico statunitense († 2015)
- 1927 - Kalevi Heinänen, cestista finlandese († 2008)
- 1927 - Lucien Kroll, architetto e saggista belga († 2022)
- 1927 - Stanisław Szmajzner, superstite dell'Olocausto e partigiano polacco († 1989)
- 1927 - Jozef Zlatňanský, vescovo cattolico slovacco († 2017)
- 1928 - Federico Bellomi, pittore, scultore e incisore italiano († 2010)
- 1928 - Francesco Contrafatto, pittore, scultore e scenografo italiano († 2015)
- 1928 - Giuseppe Doni, ciclista su strada italiano († 2001)
- 1928 - Jane Grigson, scrittrice inglese († 1990)
- 1929 - Franco Arcalli, sceneggiatore, attore e montatore italiano († 1978)
- 1929 - Peter Breck, attore statunitense († 2012)
- 1929 - Gert Haucke, attore e scrittore tedesco († 2008)
- 1929 - Jan Howard, cantante statunitense († 2020)
- 1929 - Giuseppe Iannone, politico italiano
- 1929 - Joseph Mascolo, attore statunitense († 2016)
- 1929 - Mateja Matevski, poeta, critico letterario e saggista macedone († 2018)
- 1929 - Zbigniew Messner, politico, insegnante e economista polacco († 2014)
- 1929 - Paek Nam-sun, politico nordcoreano († 2007)
- 1929 - Samuel Pisar, avvocato, scrittore e diplomatico statunitense († 2015)
- 1929 - Jane Rhodes, mezzosoprano e soprano francese († 2011)
- 1929 - Thea Segall, fotografa rumena († 2009)
- 1930 - Carlo Baccarini, doppiatore e direttore del doppiaggio italiano († 2006)
- 1930 - Rosalind Elias, mezzosoprano statunitense († 2020)
- 1930 - Beverly Baker Fleitz, tennista statunitense († 2014)
- 1930 - Doug Harvey, arbitro di baseball statunitense († 2018)
- 1930 - Mark Mimran, cestista israeliano († 1989)
- 1930 - Blue Mitchell, trombettista statunitense († 1979)
- 1930 - Günther Uecker, artista, pittore e scultore tedesco († 2015)
- 1931 - Giuseppe De Grazia, politico italiano
- 1931 - Pietro Giammanco, magistrato italiano († 2018)
- 1931 - Wolfgang Kohlhaase, regista e sceneggiatore tedesco († 2022)
- 1931 - Henry Källgren, calciatore svedese († 2005)
- 1931 - Kyösti Lehtonen, lottatore finlandese († 1987)
- 1931 - Marcelo Quiroga Santa Cruz, politico boliviano († 1980)
- 1931 - Antonio Stanghellini, fisico italiano († 1964)
- 1931 - Giosuè Stucchi, calciatore e allenatore di calcio italiano († 2021)
- 1931 - Olof Tegström, inventore svedese († 2009)
- 1931 - Giuliano Vangi, pittore, scultore e insegnante italiano († 2024)
- 1932 - Elio Corbani, giornalista e pubblicista italiano
- 1932 - Cesare Franchini, calciatore italiano († 2014)
- 1932 - Salvatore Ligresti, imprenditore italiano († 2018)
- 1932 - Aldo Monardi, calciatore italiano († 2002)
- 1932 - Edward Szymkowiak, calciatore polacco († 1990)
- 1932 - Guy Sénac, calciatore francese († 2019)
- 1933 - Said Mustafov, lottatore bulgaro († 1990)
- 1933 - Mike Stoller, compositore statunitense
- 1933 - Calvert Watkins, filologo classico e linguista statunitense († 2013)
- 1933 - Jean Wettstein, ex calciatore francese
- 1934 - Hans Domenig, fotografo, scrittore e pastore protestante svizzero († 2023)
- 1934 - Kenichi Imaizumi, cestista giapponese († 2018)
- 1934 - Mario Missiroli, regista e direttore artistico italiano († 2014)
- 1934 - Giuseppe Rescigno, bobbista italiano († 1984)
- 1934 - Alberto Varvaro, filologo italiano († 2014)
- 1934 - María Villarreal, cestista cilena († 2024)
- 1935 - Raffaele Giura Longo, politico e storico italiano († 2009)
- 1935 - Hilmar Kopper, banchiere tedesco († 2021)
- 1935 - Ginès Liron, ex calciatore francese
- 1935 - Leslie Parrish, attrice e ex modella statunitense
- 1935 - Alberto Recchia, calciatore e allenatore di calcio italiano († 2017)
- 1936 - Óscar Bogarín, cestista paraguaiano († 2024)
- 1936 - Giuseppe Marchioro, ex calciatore e allenatore di calcio italiano
- 1936 - Alberto Masotti, imprenditore italiano
- 1936 - Francesco Misiani, magistrato e avvocato italiano († 2009)
- 1936 - Jack Parr, cestista statunitense († 2015)
- 1936 - Corrado Teneggi, calciatore italiano
- 1937 - Giancarlo Ansaloni, calciatore e allenatore di calcio italiano († 2016)
- 1937 - Gil Baroni, attore e doppiatore italiano († 2020)
- 1937 - Antonio Betancort, calciatore spagnolo († 2015)
- 1937 - Vittorio Castellani, astrofisico, speleologo e archeologo italiano († 2006)
- 1937 - Terry Cox, batterista inglese
- 1937 - Isa Danieli, attrice italiana
- 1937 - Fofó Iosefa Fiti Sunia, politico e traduttore statunitense
- 1937 - Sherrill Headrick, giocatore di football americano statunitense († 2008)
- 1937 - Gert Hofbauer, direttore d'orchestra austriaco († 2017)
- 1937 - Vladimir Makanin, scrittore russo († 2017)
- 1938 - Joe Bellino, giocatore di football americano statunitense († 2019)
- 1938 - François Bovon, biblista svizzero († 2013)
- 1938 - Giuseppe Fiaschi, allenatore di calcio e ex calciatore italiano
- 1938 - Erma Franklin, cantante statunitense († 2002)
- 1938 - Michael Molloy, maratoneta irlandese († 2023)
- 1938 - Guelfo Nalli, cornista e musicista argentino († 1995)
- 1939 - Ferré Grignard, cantante belga († 1982)
- 1939 - Yoshinobu Ishii, calciatore giapponese († 2018)
- 1939 - Jan, fumettista spagnolo
- 1939 - Claude Piquemal, ex velocista francese
- 1939 - Giacomo Properzj, politico, imprenditore e giornalista italiano († 2022)
- 1939 - Neil Sedaka, cantautore, compositore e produttore discografico statunitense
- 1940 - Maria Helena Cardoso, ex cestista e allenatrice di pallacanestro brasiliana
- 1940 - Vittorio Dal Pozzo, ex cestista italiano
- 1940 - Christopher Gable, ballerino, coreografo e attore britannico († 1998)
- 1940 - Dieter Harlfinger, filologo e paleografo tedesco
- 1940 - Jacqueline Sassard, attrice francese († 2021)
- 1940 - Candi Staton, cantante statunitense
- 1940 - Giuseppe Torelli, politico italiano († 2019)
- 1941 - John Clark, calciatore e allenatore di calcio scozzese († 2025)
- 1941 - Charo Cofré, cantautrice cilena
- 1941 - Mahmoud Darwish, poeta, scrittore e giornalista palestinese († 2008)
- 1941 - Giuseppe Doppio, politico italiano
- 1941 - Graziella Granata, attrice italiana
- 1941 - Cees Lute, ciclista su strada olandese († 2022)
- 1941 - Lee Moses, cantautore, chitarrista e polistrumentista statunitense († 1998)
- 1942 - Timothy Barnes, storico britannico
- 1942 - Olav Håkon Blengsli, ex calciatore norvegese
- 1942 - Dave Cutler, informatico statunitense
- 1942 - André Hermsen, ex pallanuotista olandese
- 1942 - Scatman John, cantautore, pianista e rapper statunitense († 1999)
- 1942 - Gary Larsen, ex giocatore di football americano statunitense
- 1943 - Giancarlo De Sisti, ex calciatore, allenatore di calcio e dirigente sportivo italiano
- 1943 - Mike Fisher, ex pilota automobilistico statunitense
- 1943 - Gianni Motta, ex ciclista su strada e pistard italiano
- 1943 - André Téchiné, regista e sceneggiatore francese
- 1944 - Tore Børrehaug, calciatore norvegese († 1998)
- 1944 - Livio Ferraro, ex calciatore italiano
- 1944 - José Maria Fidélis, calciatore brasiliano († 2012)
- 1944 - Valmir Louruz, allenatore di calcio brasiliano († 2015)
- 1944 - Chris Roberts, cantante, attore e produttore discografico tedesco († 2017)
- 1944 - Nico van der Voet, ex pallanuotista olandese
- 1945 - Anatolij Timofeevič Fomenko, matematico e fisico russo
- 1945 - Joseph Henriet, etnologo e linguista italiano
- 1945 - Erik Mejlo, calciatore norvegese († 2007)
- 1945 - Christian Noël, ex schermidore francese
- 1945 - Aldo Ossola, ex cestista italiano
- 1945 - Abdullah Othman, calciatore malaysiano († 2015)
- 1945 - Fëdor Simašev, fondista sovietico († 1997)
- 1945 - Sayuri Yoshinaga, attrice giapponese
- 1946 - James Acheson, costumista e scenografo britannico
- 1946 - Yann Arthus-Bertrand, fotografo, giornalista e ambientalista francese
- 1946 - Athina Cenci, attrice, cabarettista e conduttrice televisiva italiana
- 1946 - Giulio Mencuccini, vescovo cattolico italiano
- 1946 - Yonatan Netanyahu, militare e scrittore israeliano († 1976)
- 1946 - Jaroslav Nešetřil, matematico ceco
- 1946 - Ryūsuke Ōbayashi, doppiatore giapponese
- 1946 - Giulio Borrelli, giornalista e politico italiano
- 1946 - Fatty Taylor, cestista statunitense († 2017)
- 1946 - Angelo Torricelli, architetto e teorico dell'architettura italiano
- 1947 - Sayyid Al-Qemany, islamista egiziano († 2022)
- 1947 - Lesley Collier, ex ballerina e docente inglese
- 1947 - Theodōros Katsanevas, politico greco († 2021)
- 1947 - Dave Kelly, cantante e chitarrista inglese
- 1947 - Gerald Koocher, psicologo statunitense
- 1947 - Katty Line, cantante francese
- 1947 - Krystyna Machnicka-Urbánska, ex schermitrice polacca
- 1947 - Sergej Prichod'ko, ex schermidore sovietico
- 1947 - Iouri Ouchakov, politico, funzionario e diplomatico russo
- 1948 - Fritz Leandré, calciatore haitiano († 2005)
- 1948 - Alberto Manguel, scrittore e traduttore argentino
- 1948 - Dave Mattacks, batterista e produttore discografico britannico
- 1948 - Waki Yamato, fumettista giapponese
- 1949 - Philip J. Currie, paleontologo canadese
- 1949 - Carlos Guerini, calciatore argentino († 2023)
- 1949 - Michael Hogan, attore canadese
- 1949 - Hiroshi Kazato, pilota automobilistico giapponese († 1974)
- 1949 - Julia Migenes, mezzosoprano statunitense
- 1949 - Rosario Rampanti, allenatore di calcio e ex calciatore italiano
- 1949 - Antonio Saccone, critico letterario italiano
- 1949 - Paolo Serventi Longhi, giornalista italiano
- 1949 - Jurij Skobov, fondista sovietico († 2024)
- 1949 - Giuseppe Zaniboni, ex calciatore italiano
- 1950 - Joe Bugner, ex pugile e attore britannico
- 1950 - Charles Krauthammer, giornalista e psichiatra statunitense († 2018)
- 1950 - William H. Macy, attore, sceneggiatore e produttore cinematografico statunitense
- 1950 - Alviero Martini, stilista italiano
- 1950 - Washington Misick, politico britannico
- 1950 - Edhem Šljivo, ex calciatore jugoslavo
- 1951 - Svetla Božkova, ex discobola bulgara
- 1951 - Izhar Cohen, cantante e attore israeliano
- 1951 - Giampaolo Galli, economista italiano
- 1951 - Luigi Ilardo, mafioso italiano († 1996)
- 1951 - Paola Montenero, attrice italiana († 2016)
- 1951 - Mario Santagostini, poeta e traduttore italiano
- 1951 - Carlo Vanzina, regista, produttore cinematografico e sceneggiatore italiano († 2018)
- 1952 - Luana Angeloni, politica italiana
- 1952 - Israel Knohl, biblista e storico israeliano
- 1952 - Alain Merchadier, ex calciatore francese
- 1952 - Joesi Prokopetz, cantante, paroliere e cabarettista austriaco
- 1952 - Wolfgang Rihm, compositore tedesco († 2024)
- 1952 - Sepp Weiß, ex calciatore tedesco
- 1953 - Mark Fisher, scrittore canadese
- 1953 - Franjo Topić, teologo e presbitero bosniaco
- 1953 - Leopoldo Girelli, arcivescovo cattolico italiano
- 1953 - Jürgen Heuser, ex sollevatore tedesco orientale
- 1953 - Umberto Panerai, ex pallanuotista italiano
- 1953 - Ridley Pearson, scrittore statunitense
- 1953 - Deborah Raffin, attrice statunitense († 2012)
- 1953 - Paolo Zanotto, avvocato e politico italiano
- 1954 - Valerie Amos, politica e diplomatica britannica
- 1954 - Győző Burcsa, dirigente sportivo, allenatore di calcio e ex calciatore ungherese
- 1954 - Francisco Javier Cedena, ex ciclista su strada spagnolo
- 1954 - Robin Duke, attrice canadese
- 1954 - Sjarhej Sidorski, politico bielorusso
- 1955 - Zinėtula Biljaletdinov, ex hockeista su ghiaccio e allenatore di hockey su ghiaccio russo
- 1955 - Bruno Conti, ex calciatore, allenatore di calcio e dirigente sportivo italiano
- 1955 - Ottaviano Dell'Acqua, attore e stuntman italiano
- 1955 - Glenne Headly, attrice statunitense († 2017)
- 1955 - Edmund Ho Hau-wah, politico macaense
- 1955 - Carlo Leoni, politico italiano
- 1955 - Gerardo Lugo, ex calciatore messicano
- 1955 - Valeria Mancinelli, politica italiana
- 1955 - Ahmed Nekkar, scrittore, traduttore e musicista algerino († 2024)
- 1955 - Yilmaz Orhan, ex calciatore cipriota
- 1955 - Carlos Peruena, calciatore uruguaiano († 2018)
- 1955 - William R. Newman, storico della scienza statunitense
- 1955 - Ol'ga Rukavišnikova, ex multiplista sovietica
- 1955 - Giampaolo Talani, pittore e scultore italiano († 2018)
- 1956 - Cristín Cibils, ex calciatore paraguaiano
- 1956 - Dana Delany, attrice statunitense
- 1956 - Jamie Dimon, imprenditore statunitense
- 1956 - Ole Dyrstad, ex calciatore norvegese
- 1956 - Jean Soldini, filosofo, storico dell'arte e poeta svizzero
- 1957 - Riccardo Barenghi, giornalista italiano
- 1957 - John Hoeven, politico e banchiere statunitense
- 1957 - Jozef Kukučka, ex calciatore cecoslovacco
- 1957 - Daniel Licht, compositore e musicista statunitense († 2017)
- 1957 - Marcellino Lucchi, pilota motociclistico italiano
- 1957 - Jonathan Mestel, matematico e scacchista inglese
- 1957 - Artus de Penguern, attore e scrittore francese († 2013)
- 1958 - Guillermo Arriaga, scrittore, sceneggiatore e regista messicano
- 1958 - Mágico González, ex calciatore salvadoregno
- 1958 - Alan Grayson, politico statunitense
- 1958 - Ján Kocian, allenatore di calcio, dirigente sportivo e ex calciatore slovacco
- 1958 - Rick Lazio, politico e avvocato statunitense
- 1958 - David McCagg, ex nuotatore statunitense
- 1958 - Kurt Nimphius, ex cestista statunitense
- 1958 - James Pallotta, imprenditore e dirigente sportivo statunitense
- 1958 - Caryl Phillips, scrittore, drammaturgo e saggista britannico
- 1958 - Silvia Ronchey, saggista e bizantinista italiana
- 1958 - Khalida Toumi, politica e insegnante algerina
- 1958 - Därejan Ömırbaev, regista e sceneggiatore kazako
- 1959 - Nuritdin Amriyev, ex calciatore sovietico
- 1959 - Elvira Gras, ex cestista spagnola
- 1959 - Kathy Hilton, socialite, personaggio televisivo e attrice statunitense
- 1959 - Iñigo Liceranzu, allenatore di calcio e ex calciatore spagnolo
- 1959 - Giovanni Malagò, imprenditore, dirigente sportivo e ex giocatore di calcio a 5 italiano
- 1959 - Greg Norton, musicista statunitense
- 1959 - Alfonso Pecoraro Scanio, avvocato e politico italiano
- 1960 - Karl Brauneder, allenatore di calcio e ex calciatore austriaco
- 1960 - Steve Buxton, ex calciatore inglese
- 1960 - Adam Clayton, bassista e compositore britannico
- 1960 - Luciano Ligabue, cantautore e regista italiano
- 1960 - Hiroshi Masuoka, ex pilota di rally giapponese
- 1960 - Joe Ranft, animatore, doppiatore e sceneggiatore statunitense († 2005)
- 1960 - Cliff Robinson, ex cestista statunitense
- 1960 - Oliver Robinson, ex cestista e politico statunitense
- 1960 - Jorge Sampaoli, allenatore di calcio e ex calciatore argentino
- 1961 - Carlo Conti, conduttore televisivo, conduttore radiofonico e autore televisivo italiano
- 1961 - Nicoletta Fabio, politica italiana
- 1961 - Erich Gamma, informatico svizzero
- 1961 - Vladimir Gorin, ex cestista russo
- 1961 - Vasilij Ivanovič Ignatenko, militare e vigile del fuoco sovietico († 1986)
- 1961 - Valerij Kornienko, ex pattinatore artistico su ghiaccio sovietico
- 1961 - Sebastiano Nela, ex calciatore e ex giocatore di calcio a 5 italiano
- 1961 - Fausto Ricci, pilota motociclistico italiano
- 1961 - Masahiko Shimada, scrittore giapponese
- 1961 - Flavio Tanzilli, politico italiano
- 1962 - Terence Blanchard, musicista e compositore statunitense
- 1962 - Conceição Ferreira, ex mezzofondista e maratoneta portoghese
- 1962 - Beverly Mould, ex tennista sudafricana
- 1962 - Riccardo Secchi, fumettista e sceneggiatore italiano
- 1963 - Rick Carey, ex nuotatore statunitense
- 1963 - Eugenio Di Sciascio, ingegnere italiano
- 1963 - Emanuele Fiano, politico italiano
- 1963 - Aníbal González, ex calciatore cileno
- 1963 - Michal Hipp, allenatore di calcio e ex calciatore slovacco
- 1963 - Felix McGrath, allenatore di sci alpino e ex sciatore alpino statunitense
- 1963 - Moreno Musetti, ex ciclista su strada italiano
- 1963 - Fito Páez, cantautore, compositore e musicista argentino
- 1963 - Andy Rubin, informatico statunitense
- 1964 - Steve Collins, ex saltatore con gli sci canadese
- 1964 - Mike Gonzales, atleta e bobbista statunitense
- 1964 - Dave Hoppen, ex cestista statunitense
- 1964 - Keiko Nobumoto, sceneggiatrice giapponese († 2021)
- 1964 - Mario Scardanzan, ex sciatore alpino italiano
- 1965 - Fiona Allen, attrice britannica
- 1965 - Steve Bacic, attore croato
- 1965 - Bengt Eriksen, ex calciatore norvegese
- 1965 - Aristeidīs Karasavvidīs, ex calciatore greco
- 1965 - Mario Kopić, filosofo, saggista e traduttore croato
- 1965 - Sandro Mazzatorta, politico italiano
- 1965 - Benjamin Mouton, attore statunitense
- 1965 - Alexander Unzicker, divulgatore scientifico tedesco
- 1965 - Xu Tao, allenatore di calcio e ex calciatore cinese
- 1966 - Manuel Agnelli, cantautore, polistrumentista e produttore discografico italiano
- 1966 - Vana Barba, modella e attrice greca
- 1966 - Raffaele Fantetti, politico italiano
- 1966 - Lenka Kebrlová, ex sciatrice alpina ceca
- 1966 - Kátia Lund, regista, sceneggiatrice e produttrice cinematografica brasiliana
- 1966 - J. Michael Muro, regista e direttore della fotografia statunitense
- 1966 - Joseph Odermatt, religioso svizzero
- 1966 - Ana Laura Ribas, showgirl, personaggio televisivo e conduttrice radiofonica brasiliana
- 1966 - Tine Scheuer-Larsen, ex tennista danese
- 1966 - Ylli Shehu, allenatore di calcio e ex calciatore albanese
- 1966 - Ela Weber, showgirl, personaggio televisivo e ex modella tedesca
- 1966 - Chico Science, cantante e compositore brasiliano († 1997)
- 1966 - Marcial Álvarez, attore spagnolo
- 1967 - Ståle Bokalrud, ex calciatore norvegese
- 1967 - Joseph Cao, politico statunitense
- 1967 - Andrés Escobar, calciatore colombiano († 1994)
- 1967 - Sylvain Estibal, giornalista, scrittore e regista uruguaiano
- 1967 - Eszter Knopp, ex cestista ungherese
- 1967 - Ljudmyla Nazarenko, ex cestista ucraina
- 1967 - Edson Rodrigues, ex calciatore brasiliano
- 1967 - Roger Schmidt, allenatore di calcio e ex calciatore tedesco
- 1967 - Pieter Vink, ex arbitro di calcio olandese
- 1968 - Christopher Collet, attore e doppiatore statunitense
- 1968 - Rob Crossan, ex sciatore alpino canadese
- 1968 - Tonya Edwards, ex cestista e allenatrice di pallacanestro statunitense
- 1968 - Sean Flynn, allenatore di calcio e ex calciatore inglese
- 1968 - Barbara Fontanesi, ex pallavolista italiana
- 1968 - Gillian Keegan, politica britannica
- 1968 - Dino Lucchetta, ex canottiere italiano
- 1968 - Andrej Mežulis, attore russo
- 1968 - Masami Okui, cantante giapponese
- 1968 - Lorenzo Serventi, allenatore di pallacanestro italiano
- 1969 - Luca Bucci, allenatore di calcio e ex calciatore italiano
- 1969 - Christopher Coke, criminale giamaicano
- 1969 - Masakatsu Funaki, artista marziale misto, wrestler e attore giapponese
- 1969 - Rossie Harris, attore e musicista statunitense
- 1969 - Ognjen Kržić, ex pallanuotista croato
- 1969 - Lars Michaelsen, dirigente sportivo e ex ciclista su strada danese
- 1969 - Susanna Mälkki, direttrice d'orchestra e violoncellista finlandese
- 1969 - Wilson Constantino Novo Estrela, ex calciatore angolano
- 1969 - Michele Pasinato, pallavolista e allenatore di pallavolo italiano († 2021)
- 1969 - Thomas von Scheele, tennistavolista svedese
- 1969 - Denise Scott, ex cestista canadese
- 1969 - Deborah Snyder, produttrice cinematografica statunitense
- 1969 - Zhu Xiaodong, ex giocatore di calcio a 5 cinese
- 1970 - Tyler Bjorn, velista canadese
- 1970 - Luca Giustolisi, pallanuotista, allenatore di pallanuoto e dirigente sportivo italiano († 2023)
- 1970 - Stéphane Goubert, dirigente sportivo e ex ciclista su strada francese
- 1970 - Graeme Jones, allenatore di calcio e ex calciatore inglese
- 1970 - Nieves Lobón, ex cestista spagnola
- 1970 - Lisa Lutz, scrittrice statunitense
- 1970 - Aleksandr Michajlovič Samokutjaev, cosmonauta russo
- 1970 - Tim Story, regista e produttore cinematografico statunitense
- 1970 - Pedro Valido, allenatore di calcio e ex calciatore portoghese
- 1971 - Alessandro Abbio, ex cestista e allenatore di pallacanestro italiano
- 1971 - Mike Carey, politico statunitense
- 1971 - Giulio Casale, cantautore, musicista e attore italiano
- 1971 - Cláudia Chabalgoity, ex tennista brasiliana
- 1971 - Carme Chacón, avvocata, docente e politica spagnola († 2017)
- 1971 - Annabeth Gish, attrice statunitense
- 1971 - Guy Goodes, allenatore di pallacanestro e ex cestista israeliano
- 1971 - Günay Karacaoğlu, attrice turca
- 1971 - Ralf Kleinmann, ex giocatore di football americano e allenatore di football americano tedesco
- 1971 - Rodica Mateescu, ex triplista rumena
- 1971 - Allan Nielsen, allenatore di calcio e ex calciatore danese
- 1971 - Tsutomu Nishino, ex calciatore giapponese
- 1971 - Adina Porter, attrice statunitense
- 1971 - Ryszard Staniek, ex calciatore polacco
- 1971 - Apostolos Terzīs, allenatore di calcio e ex calciatore greco
- 1971 - Viet Thanh Nguyen, scrittore e blogger vietnamita
- 1972 - Leigh-Allyn Baker, attrice statunitense
- 1972 - Common, rapper, attore e scrittore statunitense
- 1972 - Trent Dilfer, ex giocatore di football americano statunitense
- 1972 - Aleksandr Gutorov, ex cestista e allenatore di pallacanestro russo
- 1972 - Yasunari Hiraoka, ex calciatore giapponese
- 1972 - Debora Petrina, cantautrice, pianista e compositrice italiana
- 1972 - Massimo Valeri, ex tennista italiano
- 1973 - Michele Borghetti, damista italiano
- 1973 - Edgar Davids, allenatore di calcio, dirigente sportivo e ex calciatore olandese
- 1973 - David Draiman, cantante statunitense
- 1973 - Mihai Drăguș, ex calciatore rumeno
- 1973 - Allison Higson, ex nuotatrice canadese
- 1973 - Bobby Jackson, ex cestista e allenatore di pallacanestro statunitense
- 1973 - Trezelle Jenkins, ex giocatore di football americano statunitense
- 1973 - Kim Hyun-soo, allenatore di calcio e ex calciatore sudcoreano
- 1973 - Massimiliano Napolitano, ex ciclista su strada italiano
- 1973 - Pan Yi, ex calciatore cinese
- 1973 - Fatuma Roba, ex maratoneta etiope
- 1973 - Joelle Schad, ex tennista dominicana
- 1973 - Serena Sinigaglia, regista italiana
- 1973 - Dan Wilkinson, ex giocatore di football americano statunitense
- 1973 - Ólafur Darri Ólafsson, attore, produttore cinematografico e sceneggiatore islandese
- 1974 - Linda Bengtzing, cantante svedese
- 1974 - Igor Campedelli, imprenditore italiano
- 1974 - Thomas Enqvist, allenatore di tennis e ex tennista svedese
- 1974 - Maurício Souza, allenatore di calcio brasiliano
- 1974 - Thomas Hafstad, ex calciatore norvegese
- 1974 - Atsuko Inaba, attrice, cantante e ballerina giapponese
- 1974 - Mirbağır İsayev, ex calciatore azero
- 1974 - Fernando Rech, ex calciatore brasiliano
- 1974 - Judith Sargentini, politica olandese
- 1974 - Franziska Schenk, ex pattinatrice di velocità su ghiaccio tedesca
- 1974 - Adam Seroczyński, canoista polacco
- 1974 - Shane Taylor, attore cinematografico inglese
- 1974 - Luis Vallenilla, ex calciatore venezuelano
- 1974 - Vampeta, ex calciatore e allenatore di calcio brasiliano
- 1975 - Dario Aspesani, cantautore e polistrumentista italiano
- 1975 - Esele Bakasu, ex calciatore della Repubblica Democratica del Congo
- 1975 - Mark Clattenburg, ex arbitro di calcio inglese
- 1975 - Riccardo Guasco, illustratore, pittore e grafico italiano
- 1975 - Vanessa Nygaard, ex cestista e allenatrice di pallacanestro statunitense
- 1975 - Kenji Siratori, scrittore giapponese
- 1975 - Eric Walther, pentatleta tedesco
- 1975 - Landon Wilson, ex hockeista su ghiaccio statunitense
- 1976 - Klevis Dalipi, allenatore di calcio e ex calciatore albanese
- 1976 - Andrea De Paoli, tastierista e produttore discografico italiano
- 1976 - Troy Hudson, ex cestista statunitense
- 1976 - Dalma Iványi, ex cestista e allenatrice di pallacanestro ungherese
- 1976 - Arianna Marchetti, annunciatrice televisiva e ex modella italiana
- 1976 - Danny Masterson, attore statunitense
- 1976 - Omar Ortiz, ex calciatore messicano
- 1976 - Annalisa Pannarale, politica italiana
- 1976 - Carlos del Cerro Grande, ex arbitro di calcio spagnolo
- 1977 - Walter Gaitán, ex calciatore argentino
- 1977 - Maria Geznenge, ex tennista bulgara
- 1977 - Jiang Bo, ex mezzofondista cinese
- 1977 - Vadim Kucenko, tennista uzbeko
- 1977 - Carlos Lopez Chimino, ex hockeista su pista argentino
- 1977 - Matt Matros, giocatore di poker statunitense
- 1977 - Brent Sancho, ex calciatore trinidadiano
- 1977 - Mohammed Sylla, ex calciatore ivoriano
- 1977 - Barney Williams, ex canottiere canadese
- 1978 - Marcelo Broli, allenatore di calcio e ex calciatore uruguaiano
- 1978 - Beatriz Colombo, politica italiana
- 1978 - Tom Danielson, ex ciclista su strada statunitense
- 1978 - Benoît Janvier, schermidore francese
- 1978 - Brian Merriweather, ex cestista statunitense
- 1978 - Harry Milanzi, ex calciatore zambiano
- 1978 - Aaron Nguimbat, ex calciatore camerunese
- 1978 - Luciano Ábalos, ex calciatore argentino
- 1979 - Alain Bieri, arbitro di calcio svizzero
- 1979 - Edson Bindilatti, multiplista e bobbista brasiliano
- 1979 - Cédric Van Branteghem, ex velocista belga
- 1979 - Kim Chanbunrith, ex calciatore cambogiano
- 1979 - Sandra Dahlberg, cantante svedese
- 1979 - Louise Dearman, attrice e cantante britannica
- 1979 - Merijn van Delft, scacchista olandese
- 1979 - Jens Filbrich, ex fondista tedesco
- 1979 - Roman Friedli, ex calciatore svizzero
- 1979 - Arkadiusz Głowacki, ex calciatore polacco
- 1979 - Fábio Luiz Magalhães, giocatore di beach volley brasiliano
- 1979 - Espen Olsen, allenatore di calcio e ex calciatore norvegese
- 1979 - Johan Santana, ex giocatore di baseball venezuelano
- 1979 - Cosimo Sarli, ex calciatore italiano
- 1979 - David Terrell, ex giocatore di football americano statunitense
- 1980 - Caron Butler, ex cestista e allenatore di pallacanestro statunitense
- 1980 - Flavia Cacace, ballerina italiana
- 1980 - Chao Na, ex nuotatrice cinese
- 1980 - Daniel Ferrón, ex calciatore andorrano
- 1980 - Josh Inman, canottiere statunitense
- 1980 - Kim Nam-gil, attore sudcoreano
- 1980 - Susanna Marchesi, ex ginnasta italiana
- 1980 - Kira Miró, attrice e conduttrice televisiva spagnola
- 1980 - Nathan Phillips, attore australiano
- 1980 - Tonči Pirija, ex calciatore croato
- 1980 - Alberto Pizzo, pianista e compositore italiano
- 1980 - Rafael Pereira da Silva, ex calciatore brasiliano
- 1980 - Lucian Sânmărtean, ex calciatore rumeno
- 1980 - Sun Jin, ex tennistavolista cinese
- 1980 - Salvatore Tavano, pilota automobilistico italiano
- 1980 - Jean-Patrick Wakanumuné, calciatore francese
- 1981 - Choi Tae-uk, ex calciatore sudcoreano
- 1981 - Gilmara Justino, cestista brasiliana
- 1981 - Sarah Haskins, triatleta statunitense
- 1981 - Ryan Jones, ex rugbista a 15 britannico
- 1981 - Vitalij Kim, politico e imprenditore ucraino
- 1981 - Hanne Kolstø, cantante norvegese
- 1981 - Daphne Koster, ex calciatrice olandese
- 1981 - Sarah Langridge, pentatleta britannica
- 1981 - Angélica Larios, schermitrice messicana
- 1981 - Stephen Maguire, giocatore di snooker scozzese
- 1981 - Néstor Martínez, calciatore guatemalteco
- 1981 - April Matson, attrice e cantante statunitense
- 1981 - Blas Pérez, ex calciatore panamense
- 1981 - Kiruna Stamell, attrice australiana
- 1982 - Julie Chu, hockeista su ghiaccio statunitense
- 1982 - Jaime Heras, ex cestista spagnolo
- 1982 - Iziane Castro Marques, ex cestista brasiliana
- 1982 - Nimrat Kaur, attrice indiana
- 1982 - Denys Kostjuk, ex ciclista su strada ucraino
- 1982 - Lee Soo-kyung, attrice sudcoreana
- 1982 - Jiří Liška, allenatore di calcio e ex calciatore ceco
- 1982 - Rita Pereira, attrice, modella e conduttrice televisiva portoghese
- 1982 - Gisela Mota Ocampo, politica messicana († 2016)
- 1982 - Behbud Mustafayev, presbitero azero
- 1982 - Nicole Ohlde, ex cestista statunitense
- 1982 - Bojan Pandžić, ex arbitro di calcio svedese
- 1982 - Manuel Pasqual, allenatore di calcio e ex calciatore italiano
- 1982 - Evgenij Nikolaevič Ponasenkov, storico, giornalista e produttore teatrale russo
- 1982 - Adam Thomson, rugbista a 15 neozelandese
- 1982 - Cory Violette, ex cestista statunitense
- 1983 - Scott Barrett, ex sciatore alpino canadese
- 1983 - Mariano Izco, ex calciatore e procuratore sportivo argentino
- 1983 - Dara Kovačević, ex cestista serba
- 1983 - Sandro Luiz da Silva, ex calciatore brasiliano
- 1983 - Vasilīs Maslarinos, allenatore di pallacanestro greco
- 1983 - Nam Phan, artista marziale misto statunitense
- 1983 - Rolando Ribera, allenatore di calcio e ex calciatore boliviano
- 1983 - Ryōta Sakurai, cestista giapponese
- 1983 - Kaitlin Sandeno, nuotatrice statunitense
- 1983 - Monika Sozanska, schermitrice tedesca
- 1983 - Niklas Tarvajärvi, ex calciatore finlandese
- 1983 - Erkan Veyseloğlu, cestista turco
- 1984 - Ahmad Ajab, ex calciatore kuwaitiano
- 1984 - Geeta Basra, attrice britannica
- 1984 - Deniz Baykara, calciatore turco
- 1984 - Rachael Bella, attrice statunitense
- 1984 - Nic Berry, ex rugbista a 15 e arbitro di rugby a 15 australiano
- 1984 - Juan René Contreras, ex calciatore dominicano
- 1984 - Anderson Costa, ex calciatore brasiliano
- 1984 - Steve Darcis, allenatore di tennis e ex tennista belga
- 1984 - Noel Fisher, attore canadese
- 1984 - Olivier Ilunga, ex cestista della Repubblica Democratica del Congo
- 1984 - Arnaud Kerckhof, cestista francese
- 1984 - Filipe Machado, calciatore brasiliano († 2016)
- 1984 - Alexis Norambuena, ex calciatore cileno
- 1984 - Eldridge Rojer, ex calciatore olandese
- 1984 - Ahmed Said, allenatore di calcio e ex calciatore egiziano
- 1984 - Paoline Salagnac, ex cestista francese
- 1984 - Chanelle Scheepers, allenatrice di tennis e ex tennista sudafricana
- 1984 - Josh Tudela, allenatore di calcio e ex calciatore statunitense
- 1984 - Merlyn Uusküla, cantante estone
- 1984 - Marc Zwiebler, giocatore di badminton tedesco
- 1985 - Alcides Araújo Alves, ex calciatore brasiliano
- 1985 - Andrea Bartolucci, ex cestista italiano
- 1985 - Béranger Bossé, velocista centrafricano
- 1985 - Vesna Fabjan, fondista slovena
- 1985 - Sara Farris, ex cestista italiana
- 1985 - Juan Carlos García Álvarez, allenatore di calcio e ex calciatore messicano
- 1985 - Víctor García, siepista spagnolo
- 1985 - Rúben Gouveia, calciatore portoghese
- 1985 - Lewis Haldane, ex calciatore gallese
- 1985 - Emile Hirsch, attore, doppiatore e cantautore statunitense
- 1985 - Georgi Ivanov, pesista bulgaro
- 1985 - Sergio Jáuregui, calciatore boliviano
- 1985 - Max Jenkins, attore e scrittore statunitense
- 1985 - Giuseppe L'Abbate, politico italiano
- 1985 - Ekaterina Lobyševa, pattinatrice di velocità su ghiaccio russa
- 1985 - Arianna Lorenzi, ex giocatrice di curling italiana
- 1985 - Luca Mannocci, doppiatore italiano
- 1985 - Paul Quasten, ex calciatore olandese
- 1985 - Taner Sağır, sollevatore turco
- 1985 - Liliane Tiger, ex attrice pornografica ceca
- 1985 - Jorge Villalpando, ex calciatore messicano
- 1985 - Vilhjálmur Alvar Þórarinsson, arbitro di calcio islandese
- 1986 - Abdulmalek Al-Khaibri, ex calciatore saudita
- 1986 - Gillian Alexy, attrice australiana
- 1986 - Martin Bengtsson, ex calciatore svedese
- 1986 - Kris Chucko, ex hockeista su ghiaccio canadese
- 1986 - Valentina Corneli, politica italiana
- 1986 - Shunsuke Daitō, attore giapponese
- 1986 - Alberto De Marchi, ex rugbista a 15 e dirigente sportivo italiano
- 1986 - Rose Elinor Dougall, cantante, cantautrice e musicista britannica
- 1986 - Juan Pablo Figueroa, cestista argentino
- 1986 - Simon Geschke, ex ciclista su strada tedesco
- 1986 - Nicolas Giani, calciatore italiano
- 1986 - Henry Giménez, calciatore uruguaiano
- 1986 - Dmitrij Gruzdev, ciclista su strada kazako
- 1986 - Ahmad Hatifie, calciatore statunitense
- 1986 - Andreja Klepač, tennista slovena
- 1986 - Endre Martin Midtstigen, attore norvegese
- 1986 - Roberta Morise, showgirl e ex modella italiana
- 1986 - Ahmed Mujdragić, ex calciatore serbo
- 1986 - Rykka, cantante canadese
- 1986 - Mike Scott, ex cestista statunitense
- 1986 - Hee Seo, danzatrice sudcoreana
- 1986 - Satoshi Shimizu, pugile giapponese
- 1986 - Jorge Suárez Carbajal, musicista spagnolo
- 1986 - Julija Tarasova, ex multiplista e lunghista uzbeka
- 1986 - Jeremy Wise, ex cestista statunitense
- 1986 - Aleksandr Čechirkin, lottatore russo
- 1987 - Marco Andretti, pilota automobilistico statunitense
- 1987 - Chrīstos Aravidīs, calciatore greco
- 1987 - Andreas Beck, ex calciatore tedesco
- 1987 - Domenico Cavaccini, pallavolista italiano
- 1987 - Soslan Džanaev, ex calciatore russo
- 1987 - Martina Felli, doppiatrice italiana
- 1987 - Andy Fischer-Price, attore e doppiatore statunitense
- 1987 - Patrick Gerritsen, ex calciatore olandese
- 1987 - Motu Hafoka, calciatore samoano († 2012)
- 1987 - Anssi Jaakkola, ex calciatore finlandese
- 1987 - Danil Kutuzov, giocatore di calcio a 5 russo
- 1987 - Radoslava Mavrodieva, pesista bulgara
- 1987 - Douglas Packer, ex calciatore brasiliano
- 1987 - Allen Stone, cantautore statunitense
- 1987 - Zhang Peimeng, ex velocista cinese
- 1988 - Giorgia Apollonio, giocatrice di curling italiana
- 1988 - Bartosz Bochno, cestista polacco
- 1988 - Gastón Díaz, calciatore argentino
- 1988 - Raúl Fernández-Cavada Mateos, calciatore spagnolo
- 1988 - Olga Gori, ex calciatrice italiana
- 1988 - Lyn Inaizumi, cantante giapponese
- 1988 - Ousman Krubally, cestista statunitense
- 1988 - Dominik Landertinger, ex biatleta e fondista austriaco
- 1988 - Furdjel Narsingh, ex calciatore olandese
- 1988 - Bryan Nauleau, ex ciclista su strada e pistard francese
- 1988 - Alessandro Politi, giornalista e personaggio televisivo italiano
- 1988 - Gabriele Rossi, attore e ballerino italiano
- 1988 - Brad Sorensen, ex giocatore di football americano statunitense
- 1989 - Yemi Alade, cantautrice, personaggio televisivo e attivista nigeriana
- 1989 - Mahdi Aliyari, lottatore iraniano
- 1989 - Holger Badstuber, ex calciatore tedesco
- 1989 - Vanja Brodnik, ex sciatrice alpina slovena
- 1989 - Arnaud Courteille, ex ciclista su strada francese
- 1989 - Mohammed Fuad Omar, calciatore yemenita
- 1989 - Peaches Geldof, giornalista, conduttrice televisiva e modella britannica († 2014)
- 1989 - Sandy León, giocatore di baseball venezuelano
- 1989 - Marko Marin, dirigente sportivo e ex calciatore tedesco
- 1989 - Tiago Luís, ex calciatore brasiliano
- 1989 - Harry Melling, attore britannico
- 1989 - Pierre Niney, attore francese
- 1989 - Paulo Henrique Carneiro Filho, ex calciatore brasiliano
- 1989 - Jordan Lane Price, attrice e modella statunitense
- 1989 - Valentine Prucker, ex saltatrice con gli sci italiana
- 1989 - Éderson Alves Ribeiro Silva, calciatore brasiliano
- 1989 - Luca Ricci, calciatore italiano
- 1989 - Matías Sarulyte, calciatore argentino
- 1989 - Azania Stewart, ex cestista britannica
- 1989 - Paulo Josué, calciatore brasiliano
- 1989 - Lizzie Velásquez, attivista statunitense
- 1989 - Robert Wickens, pilota automobilistico canadese
- 1990 - Anicet Andrianantenaina, ex calciatore malgascio
- 1990 - Frederik Backaert, ex ciclista su strada belga
- 1990 - Laura Berlin, attrice e modella tedesca
- 1990 - Pedro Chourio, cestista venezuelano
- 1990 - Emory Cohen, attore statunitense
- 1990 - Marcell Dareus, giocatore di football americano statunitense
- 1990 - Sebastian Eisenlauer, fondista tedesco
- 1990 - Stéphane Faatiarau, calciatore francese
- 1990 - Asley González, judoka cubano
- 1990 - Raul Guilherme Martins, ex calciatore brasiliano
- 1990 - Vincent Koch, rugbista a 15 sudafricano
- 1990 - Đorđe Majstorović, cestista serbo
- 1990 - Alen Mordej, allenatore di calcio a 5 e giocatore di calcio a 5 sloveno
- 1990 - Răzvan Ochiroșii, calciatore rumeno
- 1990 - Antoine Valois-Fortier, judoka canadese
- 1990 - Anne Zagré, ostacolista belga
- 1991 - François Affolter, ex calciatore svizzero
- 1991 - Hilary Caldwell, ex nuotatrice canadese
- 1991 - Stefan Đorđević, calciatore serbo
- 1991 - Danijar Eleusinov, pugile kazako
- 1991 - Amanda Elmore, canottiera statunitense
- 1991 - Rhiannon Fish, attrice australiana
- 1991 - D.J. Fluker, giocatore di football americano statunitense
- 1991 - Markus Golden, ex giocatore di football americano statunitense
- 1991 - Cristian Herrera, calciatore spagnolo
- 1991 - Kwon Na-ra, cantante e attrice sudcoreana
- 1991 - Lê Quang Liêm, scacchista vietnamita
- 1991 - Sebastian Lühti, giocatore di football americano svizzero
- 1991 - Sandrine Mainville, nuotatrice canadese
- 1991 - Saša Marković, calciatore serbo
- 1991 - Amobi Okugo, ex calciatore statunitense
- 1991 - Asdrúbal Hernández, calciatore spagnolo
- 1991 - Matt Phillips, calciatore inglese
- 1991 - Ekaterina Prokof'eva, pallanuotista russa
- 1991 - Luan Santana, cantante brasiliano
- 1991 - Laura Teani, pallanuotista italiana
- 1991 - Tristan Thompson, cestista canadese
- 1991 - Fredrik Torsteinbø, ex calciatore norvegese
- 1992 - Fabian Ebner, ex hockeista su ghiaccio italiano
- 1992 - Benjamin Fletcher, judoka britannico
- 1992 - Falyn Fonoimoana, pallavolista statunitense
- 1992 - Lucy Fry, attrice australiana
- 1992 - Matheus Galdezani, calciatore brasiliano
- 1992 - Dener Gomes Clemente, calciatore brasiliano
- 1992 - Molly Hannis, nuotatrice statunitense
- 1992 - Kamaiyah, rapper e cantante statunitense
- 1992 - L, cantante e attore sudcoreano
- 1992 - Irak'li Kobalia, ex calciatore georgiano
- 1992 - Daniel Luxbacher, calciatore austriaco
- 1992 - George MacKay, attore britannico
- 1992 - Ozuna, cantante, rapper e attore portoricano
- 1992 - Jereme Richmond, ex cestista statunitense
- 1992 - Kaya Scodelario, attrice e modella britannica
- 1992 - Fran Sol, calciatore spagnolo
- 1992 - Esther Sunday, calciatrice nigeriana
- 1992 - Luca Wackermann, ciclista su strada e mountain biker italiano
- 1992 - Susanna Zorzi, ex ciclista su strada italiana
- 1992 - Romário Guilherme dos Santos, calciatore brasiliano
- 1993 - Vincenzo Abbagnale, canottiere italiano
- 1993 - Jaylin Airington, cestista statunitense
- 1993 - Richárd Bodó, pallamanista ungherese
- 1993 - Michele Campagnaro, rugbista a 15 italiano
- 1993 - Alessandra Formica, ex cestista e allenatrice di pallacanestro italiana
- 1993 - Evan Green, calciatore britannico
- 1993 - Thongkhosiem Haokip, calciatore indiano
- 1993 - Simen Hegstad Krüger, fondista norvegese
- 1993 - Emmanuel Mbongo, calciatore camerunese
- 1993 - Tyrone Mings, calciatore inglese
- 1993 - Ally Mtoni, calciatore tanzaniano († 2022)
- 1993 - Mariusz Rybicki, calciatore polacco
- 1993 - Michael Santos, calciatore uruguaiano
- 1994 - Samet Akaydin, calciatore turco
- 1994 - Francesco Belli, calciatore italiano
- 1994 - Isaiah Cousins, cestista statunitense
- 1994 - Gerard Deulofeu, calciatore spagnolo
- 1994 - Yannick Gerhardt, calciatore tedesco
- 1994 - Omar Holness, calciatore giamaicano
- 1994 - Vïtalïý Lï, calciatore kazako
- 1994 - Mimoun Mahi, calciatore marocchino
- 1994 - Kento Nakajima, attore e cantante giapponese
- 1994 - Ivan Petrjak, calciatore ucraino
- 1994 - Ondina Quadri, attrice italiana
- 1994 - Sebastián Sosa Sánchez, calciatore uruguaiano
- 1994 - Ryan Jamaal Swain, attore e ballerino statunitense
- 1995 - Jack Auty, ex sciatore alpino statunitense
- 1995 - Zella Day, cantante statunitense
- 1995 - Evan Dimas, calciatore indonesiano
- 1995 - Jang Su-jeong, tennista sudcoreana
- 1995 - Nicky Lopez, giocatore di baseball statunitense
- 1995 - Emmanuel Morin, ciclista su strada francese
- 1995 - Antōnīs Ntentakīs, calciatore greco
- 1995 - Kristen Scott, attrice pornografica statunitense
- 1995 - Mikaela Shiffrin, sciatrice alpina statunitense
- 1995 - Carlos Small, calciatore panamense
- 1995 - Jan Carlos Vargas, calciatore panamense
- 1995 - Anna Vjachireva, pallamanista russa
- 1996 - Thiha Htet Aung, calciatore birmano
- 1996 - Estelle Cascino, tennista francese
- 1996 - Jaime Castrillo, ex ciclista su strada spagnolo
- 1996 - Marc Gual, calciatore spagnolo
- 1996 - Tomás Guidara, calciatore argentino
- 1996 - Aleksej Kaštanov, calciatore russo
- 1996 - Christoffer Kelle, giocatore di calcio a 5 e calciatore norvegese
- 1996 - Marie-Charlotte Léger, calciatrice francese
- 1996 - Sebastián Martelli, calciatore argentino
- 1996 - Eva Mori, pallavolista slovena
- 1996 - Laviai Nielsen, velocista britannica
- 1996 - Lina Nielsen, ostacolista e velocista britannica
- 1996 - Pronpiphat Pattanasettanon, attore televisivo e modello thailandese
- 1996 - Giovanni Pettinelli, rugbista a 15 italiano
- 1996 - Christian Pyagbara, calciatore nigeriano
- 1996 - Wojciech Wojdak, ex nuotatore polacco
- 1996 - Keita Yamashita, calciatore giapponese
- 1996 - Nathan Allan de Souza, calciatore brasiliano
- 1997 - Claudio Nicolás Bravo, calciatore argentino
- 1997 - Iñigo Córdoba, calciatore spagnolo
- 1997 - Danylo Ihnatenko, calciatore ucraino
- 1997 - Kateřina Janatová, fondista ceca
- 1997 - Lei Tingjie, scacchista cinese
- 1997 - Faalavelvae Matagi, calciatore samoano
- 1997 - David Motta Soares, danzatore brasiliano
- 1997 - Edidiong Odiong, velocista nigeriana
- 1997 - Bryony Pitman, arciera britannica
- 1997 - Darío Poveda, calciatore spagnolo
- 1997 - Rúben Neves, calciatore portoghese
- 1997 - Landry Shamet, cestista statunitense
- 1998 - Jay-Roy Grot, calciatore olandese
- 1998 - Jack Harlow, rapper statunitense
- 1998 - Pavel Kalošin, ex calciatore russo
- 1998 - Sō Kawahara, calciatore giapponese
- 1998 - Špela Kolbl, calciatrice slovena
- 1998 - Shaoang Liu, pattinatore di short track ungherese
- 1998 - Jakub Martinec, calciatore ceco
- 1998 - Janni-Luca Serra, calciatore tedesco
- 1998 - Emil Tischler, calciatore austriaco
- 1998 - Ahmed Touba, calciatore belga
- 1998 - Filip Vennerström, ex sciatore alpino svedese
- 1998 - Byron Young, giocatore di football americano statunitense
- 1998 - Bence Ötvös, calciatore ungherese
- 1999 - Myles Beerman, calciatore maltese
- 1999 - Malin Johnsen Brenn, calciatrice norvegese
- 1999 - Jimmy Evans, calciatore nigeriano
- 1999 - Gabriel Florentín, calciatore argentino
- 1999 - Jurij Gorškov, calciatore russo
- 1999 - Maren Haile-Selassie, calciatore svizzero
- 1999 - Vasil Kirkov, tennista statunitense
- 1999 - Tomás Castro, calciatore portoghese
- 1999 - Darius Perry, cestista statunitense
- 1999 - Kristian Thorstvedt, calciatore norvegese
- 2000 - Adrian Gîdea, calciatore rumeno
- 2000 - Théo Lopez, sciatore alpino francese
- 2000 - Ashley Moloney, multiplista australiano
- 2000 - Nicolò Mozzato, ginnasta italiano
- 2000 - José Neris, calciatore uruguaiano
- 2000 - Kibe, calciatore brasiliano
- 2000 - Łukasz Poręba, calciatore polacco
- 2000 - Anna Schilcher, sciatrice alpina austriaca
- 2000 - Wesley Gasolina, calciatore brasiliano
- 2000 - Daniel Ściślak, calciatore polacco

## XXI secolo(32)
- 2001 - Christopher Attys, calciatore haitiano
- 2001 - James Garner, calciatore inglese
- 2001 - Jalyx Hunt, giocatore di football americano statunitense
- 2001 - Michał Karbownik, calciatore polacco
- 2001 - Alice Kinsella, ginnasta britannica
- 2001 - Kwon Hyeok-kyu, calciatore sudcoreano
- 2001 - Otto Niittykoski, combinatista nordico finlandese
- 2001 - Olesia Platonova, sincronetta russa
- 2001 - Ramon Ramos Lima, calciatore brasiliano
- 2001 - Patrick Schulte, calciatore statunitense
- 2001 - Daisy Tahan, attrice statunitense
- 2002 - Caio Da Cruz, calciatore brasiliano
- 2002 - Olesja Derev"jančenko, nuotatrice artistica ucraina
- 2002 - Rubén López de la Torre, cestista spagnolo
- 2002 - Sil Meijs, pallavolista olandese
- 2002 - Seo Whi-min, pattinatrice di short track sudcoreana
- 2002 - T.J. Tampa, giocatore di football americano statunitense
- 2002 - Franco Tongya, calciatore italiano
- 2002 - Zhang Yiyao, nuotatrice artistica cinese
- 2003 - Noah Bolanga, cestista francese
- 2003 - Valentín Fascendini, calciatore argentino
- 2003 - Antonín Kinský, calciatore ceco
- 2003 - Anton Logi Lúðvíksson, calciatore islandese
- 2003 - Keegan Palmer, skater statunitense
- 2003 - Vojtěch Stránský, calciatore ceco
- 2003 - Gustav Wang, ciclista su strada, ciclocrossista e pistard danese
- 2004 - Augusto Dabó, calciatore guineense
- 2004 - José Raúl García, calciatore honduregno
- 2004 - Coco Gauff, tennista statunitense
- 2005 - Lucie Havlíčková, tennista ceca
- 2006 - Leon Luke Mendonca, scacchista indiano
- 2008 - Rudy Matondo, calciatore francese

## Senza anno specificato(1)
- William Ramsay, medico e astrologo britannico